# Tabanoidea
Siêu họ Tabanoidea là các loài côn trùng thuộc bộ Diptera. Các họ gồm Rhagionidae và Tabanidae, thường gọi là ruồi ngựa tiếng Anh thường gọi là horse flies.

## Phân loại
- Họ Athericidae

- Chi Atherix Meigen, 1803
- Chi Atrichops Verrall, 1909
- Chi Ibisia Róndani, 1856

- Họ Rhagionidae

- Chi Chrysopilus Macquart, 1826
- Chi Rhagio Fabricius, 1775
- Chi Symphoromyia Frauenfeld, 1867

- Họ Spaniidae

- Chi Ptiolina Staeger ở Zetterstedt, 1842
- Chi Spania Meigen, 1830

- Họ Tabanidae

- Phân họ Chrysopsinae

- Tông Chrysopsini

- Chi Chrysops Meigen, 1803

- Phân họ Pangoniinae

- Tông Pangoniini

- CChi Apatolestes
- Chi Asaphomyia
- Chi Brennania Radford, 1954
- Chi Esenbeckia
- Chi Pegasomyia
- Chi Stonemyia

- Tribe Scionini

- Chi Goniops

- Phân họ Tabaninae

- Tông Haematopotini

- Chi Haematopota Meigen, 1803

- Tông Tabanini

- Chi Atylotus Osten Sacken, 1876
- Chi Hybomitra Enderlein, 1922
- Chi Tabanus Linnaeus 1758

Danh sách này không đầy đủ, bạn cũng có thể giúp mở rộng danh sách.

## Hình ảnh

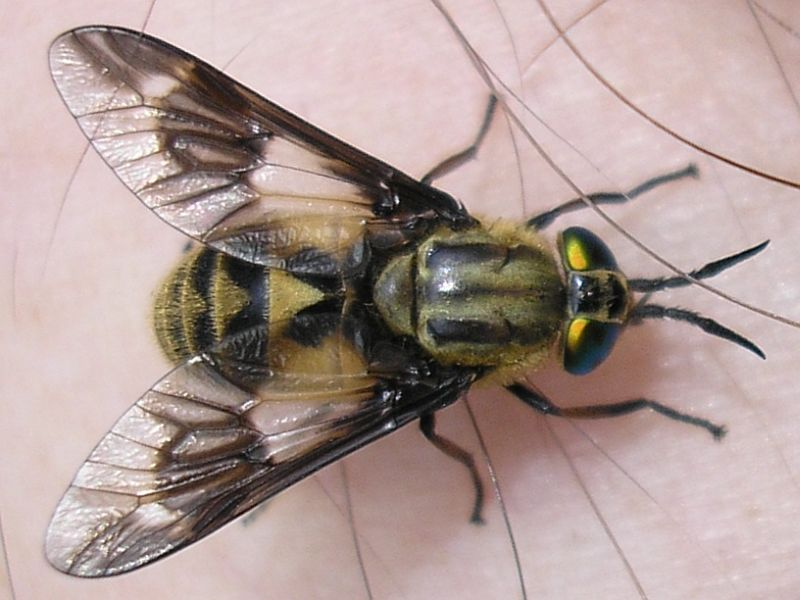
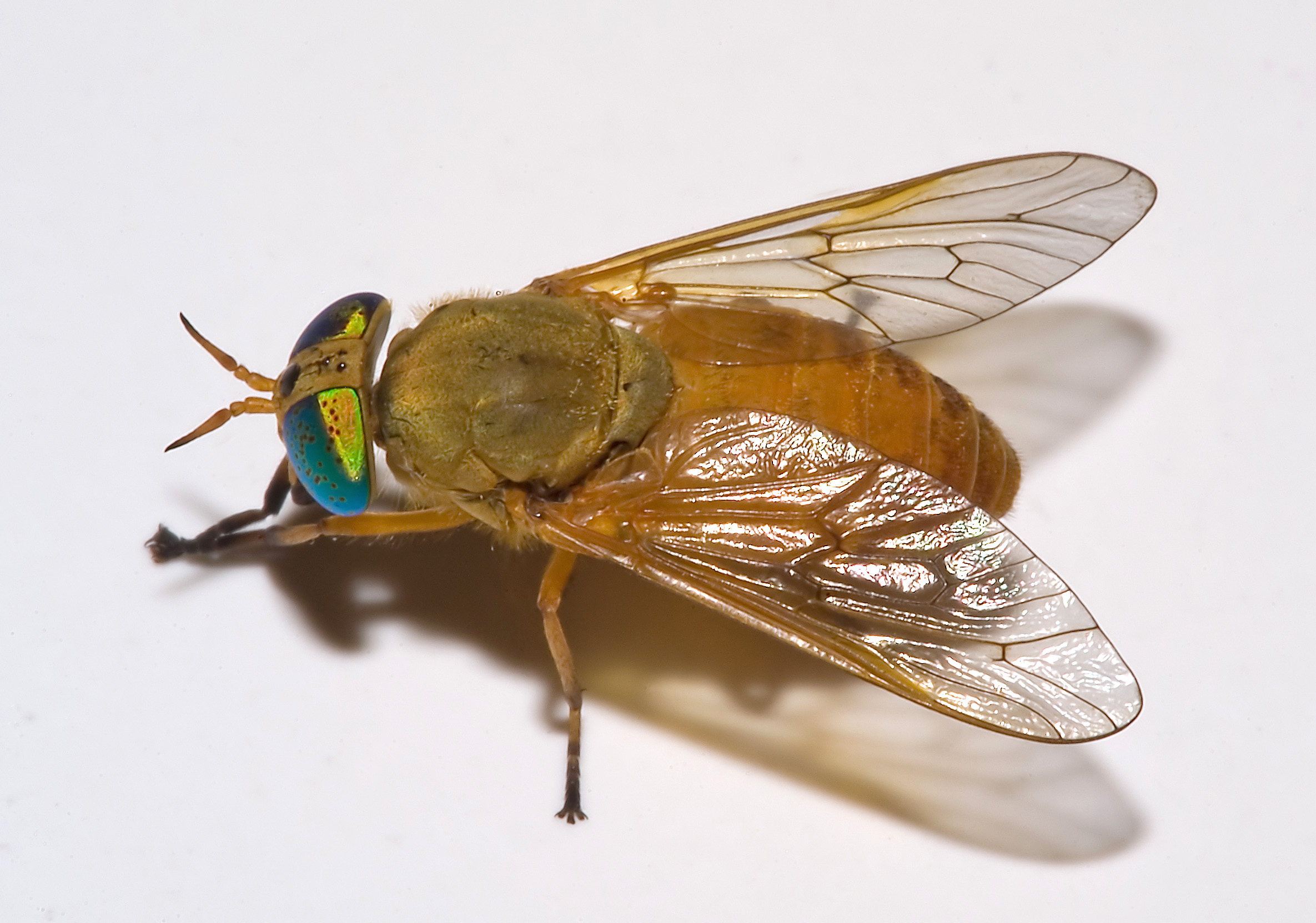